# 伊達宗孝
伊達 宗孝（だて むねみち）は、伊予吉田藩の第8代藩主。宇和島藩第8代藩主・伊達宗城の実弟である。

## 生涯
文政4年（1821年）3月17日、3000石の旗本で宇和島藩5代藩主・伊達村候の孫にあたる山口直勝の三男として江戸で生まれる。天保10年（1839年）5月21日に第7代藩主・伊達宗翰の養子となり、天保14年（1843年）6月24日に宗翰の隠居により家督を継いだ。12月16日に従五位下・和泉守に叙位・任官し、弘化2年（1845年）4月4日に若狭守に遷任する。
しかし旗本家出身で江戸育ちのため、財政難で苦しむ吉田藩の内情を無視し、江戸に在府しては帰国せずに藩政を怠り、派手な生活を行なって6000両の借金を新たに築く有様だった。このように名君といわれた兄・宗城と正反対の行動をとった理由は兄と仲が悪かったためともいわれ、幕末期は佐幕派として行動し、慶応4年（1868年）の戊辰戦争でも幕府方として行動したため、新政府から罪を問われかけたが、兄の仲裁により7月23日に長兄・山口直信の子で婿養子の宗敬に譲ることを条件にして許された。
明治4年（1871年）の廃藩置県後は東京に移り、後に明治天皇の侍従となった。明治32年（1899年）5月20日に東京で死去。享年79。